# Balmaceda (familie)

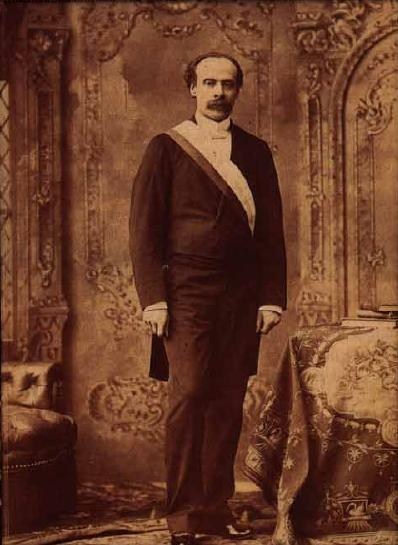
President José Manuel Balmaceda Fernández (1840-1891)

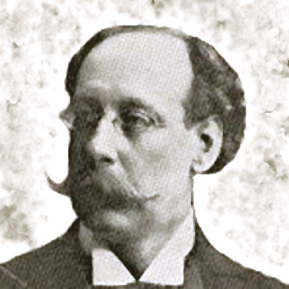
José Rafael Balmaceda Fernández (1850-1911)

Het Chileense geslacht Balmaceda stamt uit Baskenland, uit de stad Balmaseda (Valmaseda) in de provincie Biskaje. Pedro de Balmaceda Zenzano (geb. 1673) vestigde zich in de achttiende eeuw in Chili. Hij was getrouwd met Angela Zenzano Fernández (geb. 1664). Zijn achterkleinzoon, José Manuel Balmaceda Fernández (1840-1891) was van 1886 tot 1891 president van Chili.
Het geslacht maakt deel uit van de Baskisch-Chileense aristocratie die de Chileense politiek in de negentiende en twintigste eeuw domineerden. 
1. Pedro de Balmaceda Zenzano, tr. Angela Zenzano (of Cenzano) Fernández
  1. Juan de Balmaceda y Cenzano Beltrán (†1778), rechter, gouverneur in Chili
  2. José María Fernández Balmaceda
    1. Manuel José de Balmaceda Ballesteros (1803-1869), grootgrondbezitter, senator
      1. José Manuel Balmaceda Fernández (1840-1891), afgevaardigde, minister, president van Chili 1886-1891
        1. Pedro Balmaceda Toro (1868-1889), schrijver
        2. José Enrique Balmaceda Toro (1880-1962), afgevaardigde, minister

      2. José Maria Balmaceda Fernández (1846-1899), afgevaardigde, senator
        1. Carlos Balmaceda Saavedra (1879-1958), afgevaardigde, voorzitter lagerhuis, minister

      3. José Exequiel Balmaceda Fernández (1848-?), afgevaardigde, gevolmachtigd minister bij de Heilige Stoel
      4. José Elías Balmaceda Fernández (1849-1917), afgevaardigde, senator, minister van Binnenlandse Zaken 1915-1916
      5. José Rafael Balmaceda Fernández (1850-1911), afgevaardigde, minister
        1. Ernesto Balmaceda Bello (1887-1906), diplomaat, vermoord in Brussel

      6. Daniel Balmaceda Fernández (1861-?), afgevaardigde
        1. Ester Balmaceda Fontecilla, tr. Arturo Marín Vicuña
          1. Raúl Marín Balmaceda (1907-1957), senator, Ridder Orde van Malta